# Lüshunkou
Lüshunkou, även känt som Port Arthur, är ett stadsdistrikt i Dalian och en örlogshamn belägen på spetsen av Liaodong-halvön i Kina. Det ligger omkring 370 kilometer sydväst om provinshuvudstaden Shenyang. Distriktet har cirka 210 000 invånare (2001).
Staden ligger på sydöstra kusten av den bergiga halvön Guandong, på norra och östra sidan av en 4 km lång, av 200 m höga berg infattad isfri vik av Gula havet, vilken är tillgänglig genom ett 900
m långt och 350 m brett inlopp mellan Tigerhalvön i väster och fastlandet i öster.

## Historia

### Grundande
Ortens strategiska betydelse blev först känd vid det Andra opiumkriget, då en löjtnant i Royal Navy, William C. Arthur ankrade ett skadat krigsfartyg i hamnen 1856, varefter platsen blev känd som "Port Arthur" bland européer i Kina.
Vicekonungen i Zhili, den bekante Li Hongzhang, skapade först den befästa krigshamnen Port Arthur 1880-92 för en kostnad av omkring 150.000.000 kr., av vilket största delen nedlades på sjöforten, under det att åt landsidan blott 12 fältskansar utan flankerade gravar anlades. Tillsammans med det på andra sidan Zhili-sundet belägna och omkring 150 km. avlägsna Weihaiwei var det nämligen meningen att bilda en strategisk position till skydd för Hai He-flodens mynning samt städerna Tianjin och Peking.

### Ryskt välde
Port Arthurs befästningar stormades och intogs emellertid 24 november 1894 av japanerna under general Oyama Iwao,
och då staden 1895 återlämnades till Kina, hade dessa förstört en del av hamnen och det mesta av försvarsverken samt bortfört bestyckningen. Sedan kineserna återfått Port Arthur, började de återställa det förstörda, och detta var nästan gjort 1898, då staden uppläts åt Ryssland på "arrende" för 25 år med rätt för Ryssland att medelst järnväg förena hamnen med Sydmanchuriska järnvägen. Hamnen skulle dock vara öppen för alla nationers handelsfartyg. Samma år tilltvang sig England
Weihaiwei "på arrende".
För befästandet av Port Arthur, dit en stark flotta nu förlades, anslog ryssarna till en början 11 miljoner rubel, och ehuru verkställda undersökningar gav vid handen, att åt landfronten borde ges 70 km längd, nöjde man sig med ett billigare alternativ, som endast upptog 20 km utsträckning; men följden härav blev, att staden och hamnen kunde bombarderas från goda ställningar utanför huvudförsvarslinjen.
De beslutade befästningarna skulle blivit färdiga 1903, men fördröjdes och var ej fullt avslutade då rysk-japanska kriget bröt ut, ehuru åtskilliga inskränkningar gjorts i den fastställda planen, som omfattade sjöfrontens befästande, nyskapandet av en huvudförsvarslinje mot landsidan samt en enceinte för det centrala försvaret. På sjöfronten anlades 25 batterier (med tillsammans 140 pjäser), gruppvis fördelade på Tiger-halvön samt på de öster om inloppet befintliga Guld- och Korsbergen. Inom varje grupp kunde vissa pjäser i de övre batterierna svängas runt och sålunda även deltaga i beskjutningen mot land och den i Guandong-halvöns västra del inskjutande Duvviken. På landfronten arbetades på 4 större fort och 4 permanenta batterier, när kriget mot Japan bröt ut; dock var intet av dessa verk avslutat eller fullständigt bestyckat, och den murade enceinte, som skulle omge gamla staden och arsenalen, var då icke heller fullbordad. Och likväl skulle Port Arthur bli ryktbart för sitt långvariga försvar mot japanerna.

### Japanskt styre
När freden mellan Ryssland och Japan 1905 avslöts, bestämdes i fredsfördragets artikel V med Kinas samtycke, att arrendet av Port Arthur skulle överflyttas från Ryssland till
Japan. Port Arthur fick nu det japanska namnet Ryojun och kom att ingå i det japanska arrenderade området Kwantung.

### Sovjetisk marinbas
Under Jaltakonferensen i februari gick Stalin med på att delta i kriget mot Japan i utbyte mot att USA bland annat erkände Sovjetunionens intressen i Port Arthur och den sydmanchuriska järnvägen. När Sovjetunionen satte igång Operation Augustistorm i augusti 1945 ockuperade man Port Arthur och behöll en flottbas i staden även efter att Manchuriet återfördes till kinesisk suveränitet. Efter nationalisternas nederlag i det kinesiska inbördeskriget 1949 och utropandet av Folkrepubliken Kina i oktober samma år krävde Stalin att Sovjetunionen skulle få behålla flottbasen, vilket också skedde. Först 1955 lämnade sovjetiska trupper Port Arthur, som nu blev en viktig kinesisk bas för den kinesiska flottan.